# I'll be waiting (hoorspel)
I’ll be waiting is een hoorspel naar het gelijknamige verhaal (1939) van Raymond Chandler. De TROS zond het uit op woensdag 17 november 1971. De regisseur was Harry Bronk. Het hoorspel duurde 20 minuten.

## Rolbezetting
- Corry van der Linden (Eve)
- Cees van Ooyen (Johnny Ralls)
- Huib Orizand (Tony Reseck)
- Piet Ekel (gangster)
- Rudi West (nachtportier)

## Inhoud
‘s Nachts in de hal van een hotel, Eve zit en wacht. Tony, de huisdetective, weet op wie de mooie roodharige wacht, namelijk op Ralls, een uit de gevangenis ontslagen gangster. Buiten, voor het hotel, wachten een paar andere gangsters ook op Ralls, en Tony, die dat ook weet, moet nu handelen…